# Atiq
Atiq (cũng phiên âm như Attique, Atique, Ateeq, Attiq, Atik, hoặc Ateek tiếng Ả Rập: عتیق) là một tên tiếng Ả Rập dành cho nam giới, tên xuất hiện trong Kinh Qur'an nhiều lần. Có nghĩa là Cũ hoặc Cổ đại và tên được sử dụng rộng rãi ở các quốc gia Hồi giáo.

## Tên
- Atik Sinan, kiến trúc sư người Thổ Nhĩ Kỳ sống vào thế kỷ 15
- Atik Ali Pasha (mất năm 1511), một chính khách Ottoman
- Atiq Ullah (thủ lĩnh Hồi giáo Kashmir) (1872-1962), Mirwaiz Ấn Độ
- Atik Jauhari (sinh năm 1949), huấn luyện viên cầu lông người Indonesia
- Attique Ahmed Khan (sinh năm 1955), chính trị gia người Kashmir gốc Pakistan
- Atik Ismail (sinh năm 1957), cầu thủ bóng đá người Phần Lan
- Atiq Rahimi (sinh năm 1962), nhà văn và nhà làm phim người Pháp gốc Afghanistan
- Atique Ahmed (sinh năm 1962), chính trị gia và tội phạm người Ấn Độ
- Atique Choudhury (sinh năm 1963), đầu bếp người Anh
- Mohamed Atiq Awayd Al Harbi (sinh năm 1973), tù nhân Saudi tại Guantanamo
- Atiq-uz-Zaman (sinh năm 1975), quốc tịch Pakistan
- Ateeq Hussain Khan (sinh năm 1980), ca sĩ Ấn Độ
- Atiq-ul-Rehman (sinh năm 1981), cricketer người Anh gốc Pakistan
- Atik Chihab (sinh năm 1982), cầu thủ bóng đá người Ma-rốc
- Atiq Ullah (cầu thủ bóng đá) (sinh năm 1983), cầu thủ bóng đá người Pakistan
- Atiq-ur-Rehman (sinh năm 1984), quốc tịch Pakistan
- Ateeq Javid (sinh năm 1991)
- Muhammad Ateeq Shaikh, chính trị gia Pakistan

## Họ
- Abdullah ibn Atik, bạn đồng hành của Muhammad
- Barış Atik (sinh năm 1995), cầu thủ bóng đá người Thổ Nhĩ Kỳ
- Celal Atik (1920 đấu1979), đô vật và huấn luyện viên người Thổ Nhĩ Kỳ
- Fahad al-Ateeq, nhà văn Ả Rập
- Fatih Atik (sinh năm 1984), cầu thủ bóng đá người Pháp
- Ferhat Atik (sinh năm 1971), nhà làm phim và tiểu thuyết gia người Síp Thổ Nhĩ Kỳ
- Hanna Atik (sinh năm 1959), chính trị gia người Liban
- Moin-ul-Atiq (sinh năm 1964), Pakistan
- Muratt Atik, diễn viên người Pháp gốc Thổ Nhĩ Kỳ
- Naim Ateek (sinh năm 1937), linh mục người Palestine
- Orhan Atik (sinh năm 1967), huấn luyện viên bóng đá Thổ Nhĩ Kỳ
- Rita Atik, tay vợt người Ma-rốc